# Liste der Stolpersteine in Gosen-Neu Zittau

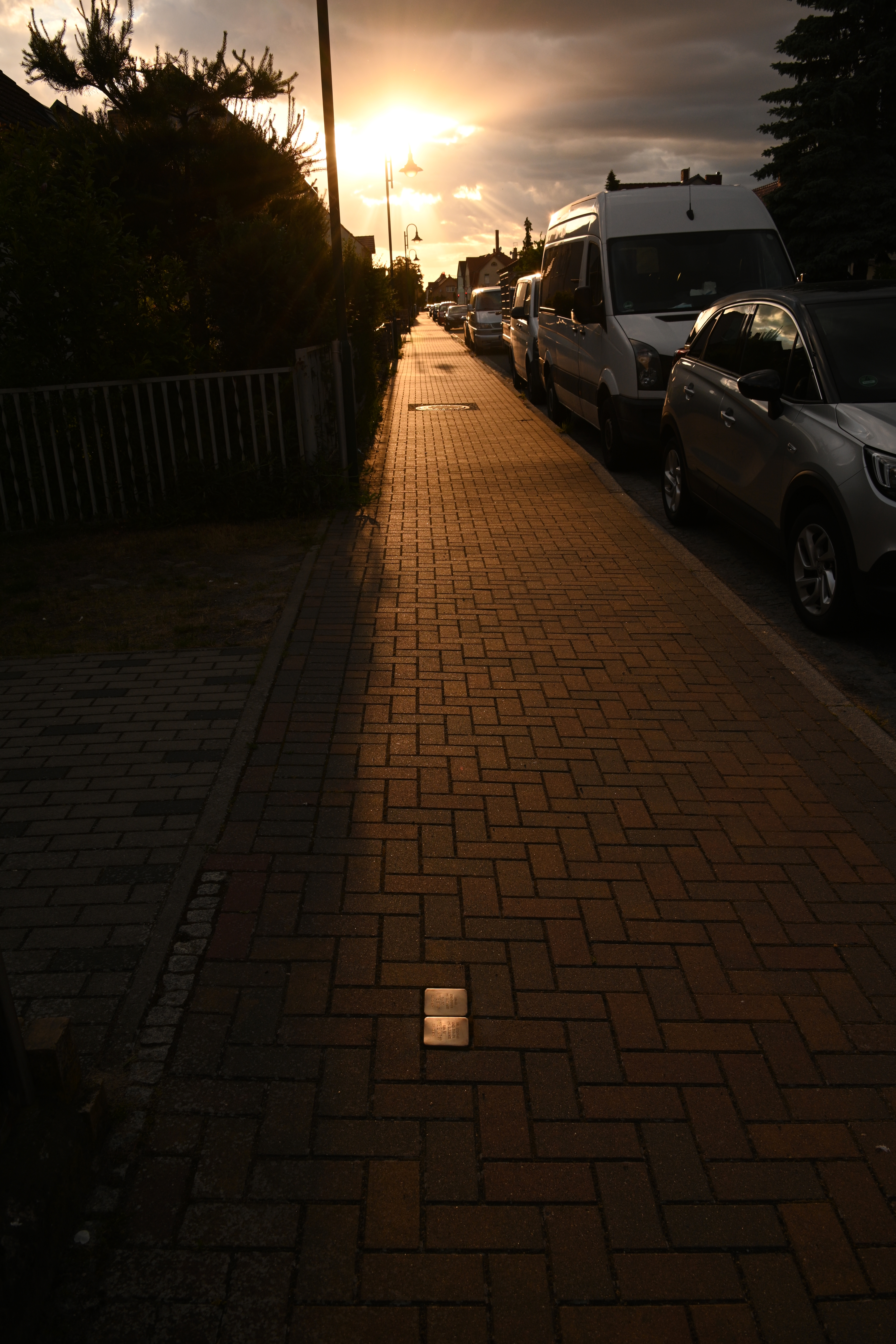
Stolpersteine für die Geschwister Blum

Die Liste der Stolpersteine in Gosen-Neu Zittau werden die vorhandenen Gedenksteine aufgeführt, die im Rahmen des Projektes Stolpersteine des Künstlers Gunter Demnig bisher in Gosen-Neu Zittau im brandenburgischen Landkreis Oder-Spree verlegt worden sind.

## Verlegte Stolpersteine
In Gosen-Neu Zittau wurden bisher zwei Stolpersteine verlegt.
| Stolperstein | Inschrift                                                                      | Verlegeort                                           | Name, Leben |
| ------------ | ------------------------------------------------------------------------------ | ---------------------------------------------------- | --- |
|              | HIER WOHNTE ANNA BLUM JG. 1862 DEPORTIERT 1942 THERESIENSTADT BEFREIT          | Geschwister-Scholl-Straße 15 Neu Zittau (Verlegeort) | Anna Blum wurde am 19. August 1862 in Neu Zittau geboren. Ihr Vater war Julius Blum. Sie hatte eine zwei Jahre ältere Schwester, Malwine. Am 9. Juni 1906 wurden die Schwestern, die beide unverheiratet blieben, als Eigentümerinnen des Grundstücks in der heutigen Geschwister-Scholl-Straße 15 eingetragen. Die Schwestern wohnten dort und führten in ihrem Haus ein Textil- und Weißwarengeschäft. Am 30. Juni 1942 verkauften sie ihre Liegenschaft an Gertrud Stoldt aus Berlin. Im Grundbuch wurde vermerkt: „Malwine und Anna Blum wurden 3.10.1942 nach Theresienstadt umgesiedelt, ihr zurückgelassenes Vermögen zu Gunsten des Deutschen Reiches eingezogen.“ Am 25. März 1943 verlor ihre Schwester im Alter von 82 Jahren ihr Leben. Anna Blum konnte die KZ-Haft und die Shoah überleben. Im Sommer 1945 wurde sie im Durchgangslager Berlin-Wedding registriert. Sie starb am 2. Mai 1950 in Berlin und wurde auf dem jüdischen Friedhof in Berlin-Weißensee beigesetzt. |
|              | HIER WOHNTE MALWINE BLUM JG. 1860 DEPORTIERT 1942 THERESIENSTADT ERMORDET 1943 | Geschwister-Scholl-Straße 15 Neu Zittau (Verlegeort) | Malwine Blum wurde 8. November 1860 in Mohrin geboren. Ihr Vater war Julius Blum. Sie hatte eine zwei Jahre jüngere Schwester, Anna. Am 9. Juni 1906 wurden die Schwestern, die beide unverheiratet blieben, als Eigentümerinnen des Grundstücks in der heutigen Geschwister-Scholl-Straße 15 eingetragen. Sie wohnten dort und führten in ihrem Haus ein Textil- und Weißwarengeschäft. Am 30. Juni 1942 verkauften sie ihre Liegenschaft an Gertrud Stoldt aus Berlin. Am 3. Oktober 1942 wurden beide nach Theresienstadt deportiert, „ihr zurückgelassenes Vermögen zu Gunsten des Deutschen Reiches eingezogen“. Malwine Blum wurde am 25. März 1943 in Theresienstadt ermordet. Ihre Schwester konnte die Shoah überleben. Sie starb im Mai 1950 in Berlin. |

## Verlegung
Die beiden Stolpersteine wurden am 10. September 2017 vom Künstler verlegt wurden. Marlies Zibolsky, Vorsitzende des Heimatvereins Neu Zittau, und ihre Mitstreiter recherchierten die Lebensgeschichten der beiden Schwestern.